# (2896) Preiss
(2896) Preiss (1931 RN) – planetoida z pasa głównego asteroid okrążająca Słońce w ciągu 3,31 lat w średniej odległości 2,22 j.a. Odkryta 15 września 1931 roku.